# Pancerzowce Belgii
Pancerzowce Belgii – ogół taksonów skorupiaków z gromady pancerzowców (Malacostraca), których występowanie stwierdzono na terytorium Belgii.

## Rząd:cienkopancerzowce(Leptostraca)
W Belgii stwierdzono tylko jeden gatunek, należący do rodziny Nebaliidae:
- Nebalia bipes

## Rząd:Mysida
W Belgii stwierdzono co najmniej 18 gatunków z rodziny Mysidae:
- Acanthomysis longicornis
- Anchialina agilis
- Gastrosaccus sanctus
- Gastrosaccus spinifer
- Leptomysis lingvura
- Mesopodopsis slabberi
- Mysidopsis gibbosa
- Neomysis integer
- Paramysis arenosa
- Paramysis bacescoi
- Praunus flexuosus
- Praunus inermis
- Schistomysis kervillei
- Schistomysis ornata
- Schistomysis spiritus
- Siriella armata
- Siriella clausi
- Siriella jaltensis

## Rząd:obunogi(Amphipoda)
W Belgii stwierdzono ponad 70 gatunków:
- rodzina: Ampeliscidae
  - Ampelisca brevicornis
  - Ampelisca spinipes
- rodzina: Amphilochidae
  - Amphilochus manudens
  - Amphilochus neapolitanus
- rodzina: Aoridae
  - Aora gracilis
- rodzina: Atylidae
  - Atylus guttatus
  - Atylus swammerdami
  - Nototropis falcatus
- rodzina: Calliopiidae
  - Apherusa bispinosa
  - Apherusa ovalipes
  - Calliopius laeviusculus
- rodzina: Caprellidae
  - Caprella andreae
  - Caprella linearis
  - Pariambus typicus
  - Phtisica marina
  - Pseudoprotella phasma
- rodzina: Cheirocratidae
  - Cheirocratus intermedius
  - Cheirocratus sundevalli
- rodzina: Corophiidae
  - Corophium acherusicum
  - Corophium arenarium
  - Corophium insidiosum
  - Corophium sextonae
  - Corophium volutator
  - Crassicorophium bonellii
- rodzina: Gammarellidae
  - Gammarellus angulosus
- rodzina: Gammaridae
  - Gammarus crinicornis
  - Gammarus insensibilis
  - Gammarus locusta
  - Gammarus salinus
  - Gammarus zaddachi
- rodzina: Haustoriidae
  - Haustorius arenarius
- rodzina: Hyalidae
  - Hyale prevosti
- rodzina: Hyperiidae
  - Hyperia galba
- rodzina: Iphimediidae
  - Iphimedia minuta
- rodzina: Isaeidae
  - Microprotopus maculatus
- rodzina: Ischyroceridae
  - Ericthonius punctatus
  - Jassa falcata
  - Jassa marmorata
  - Siphonoecetes kroyeranus
- rodzina: Leucothoidae
  - Leucothoe incisa
  - Leucothoe lilljeborgi
- rodzina: Lysianassidae
  - Lepidepecreum longicornis
  - Orchomenella nana
- rodzina: Megaluropidae
  - Megaluropus agilis
- rodzina: Melitidae
  - Abludomelita obtusata
  - Ceradocus semiserratus
  - Maerella tenuimana
  - Melita dentata
  - Melita hergensis
  - Melita palmata
- rodzina: Melphidippidae
  - Melphidippella macra
- rodzina: Oedicerotidae
  - Monoculodes carinatus
  - Perioculodes longimanus
  - Pontocrates altamarinus
  - Pontocrates arenarius
  - Synchelidium haplocheles
  - Synchelidium maculatum
- rodzina: Pontoporeiidae
  - Bathyporeia elegans
  - Bathyporeia guilliamsoniana
  - Bathyporeia pelagica
  - Bathyporeia pilosa
  - Bathyporeia sarsi
- rodzina: Scopelocheiridae
  - Scopelocheirus hopei
- rodzina: Stenothoidae
  - Metopa pusilla
  - Stenothoe marina
- rodzina: Talitridae
  - Talitrus saltator
- rodzina: Unciolidae
  - Unciola planipes
- rodzina: Urothoidae
  - Urothoe brevicornis
  - Urothoe elegans
  - Urothoe marina
  - Urothoe poseidonis

## Rząd:równonogi(Isopoda)

### Podrząd:Asellota
W Belgii stwierdzono:
- rodzina: ośliczkowate (Asellidae)
  - Asellus aquaticus – ośliczka wodna
  - Proasellus cavaticus
  - Proasellus coxalis
  - Proasellus hermallensis
  - Proasellus meridianus
- rodzina: Janiridae
  - Ianiropsis breviremis
  - Jaera albifrons – jera większa
  - Jaera ischiosetosa – jera pospolita
  - Jaera istri
  - Jaera praehirsuta – jera jajowata
  - Janira maculosa
- rodzina: Munnidae
  - Munna minuta

### Podrząd:Cymothoida
W Belgii stwierdzono:
- rodzina: Aegidae
  - Aega psora
  - Aega rosacea
- rodzina: Anthuridae
  - Anthura gracilis
  - Cyathura carinata – dłużlik
- rodzina: Cirolaniidae
  - Eurydice affinis
  - Eurydice pulchra – eurydyka
  - Eurydice spinigera
  - Natatolana borealis
- rodzina: Cymothoidae
  - Anilocra frontalis
  - Ceratothoa oestroides
  - Nerocila maculata
  - Nerocila orbignyi
- rodzina: Gnathiidae
  - Gnathia dentata
  - Gnathia maxillaris
  - Gnathia oxyuraea
  - Paragnathia formica
- rodzina: Bopyridae
  - Athelges paguri
  - Bopyrus squillarum
  - Gyge branchialis
  - Hemiarthrus abdominalis
  - Ione thoracica
  - Pleurocrypta microbranchiata
  - Pleurocrypta porcellanae
  - Progebiophilus euxinicus
  - Pseudione borealis
  - Pseudione hyndmanni
- rodzina: Entoniscidae
  - Portunion kossmanni
  - Priapion fraissei
- rodzina: Dajidae
  - Prodajus ostendensis

### Podrząd:Limnoriidea
W Belgii stwierdzono:
- rodzina: Limnoriidae
  - Limnoria lignorum
  - Limnoria quadripunctata

### Podrząd:Sphaeromatidea
W Belgii stwierdzono:
- rodzina: Sphaeromatidae
  - Cymodoce truncata
  - Dynamene bidentata
  - Lekanesphaera hookeri – stulnik pasiasty
  - Lekanesphaera levii
  - Lekanesphaera rugicauda – stulnik szary
  - Sphaeroma serratum

### Podrząd:Valvifera
W Belgii stwierdzono:
- rodzina: Arcturidae
  - Astacilla longicornis
- rodzina: podwoikowate (Idoteidae)
  - Idotea balthica – podwoik bałtycki
  - Idotea chelipes – podwoik mniejszy
  - Idotea emarginata
  - Idotea granulosa – podwoik zachodni
  - Idotea linearis
  - Idotea metallica
  - Idotea neglecta
  - Idotea pelagica

### Podrząd:stonogi(Oniscide)
Do fauny Belgii należy co najmniej 36 gatunków stonóg, a 4 kolejne są doń okresowo zawlekane.
- rodzina: Ligiidae
  - Ligia oceanica – ligia oceaniczna
  - Ligidium hypnorum – przystawiec pospolity
- rodzina: Trichoniscidae
  - Androniscus dentiger
  - Haplophthalmus danicus
  - Haplophthalmus mengii
  - Haplophthalmus montivagus
  - Hyloniscus riparius
  - Metatrichoniscoides leydigii
  - Miktoniscus patiencei
  - Trichoniscoides albidus
  - Trichoniscoides helveticus
  - Trichoniscoides sarsi
  - Trichoniscus alemannicus
  - Trichoniscus provisorius
  - Trichoniscus pusillus – stonożek drobny
  - Trichoniscus pygmaeus
- rodzina: Buddelundiellidae
  - Buddelundiella cataractae[1]
- rodzina: Styloniscidae
  - Cordioniscus stebbingi – gatunek zawlekany do szklarni
- rodzina: stonogowate (Oniscidae)
  - Oniscus asellus – stonoga murowa
- rodzina: Philosciidae
  - Philoscia affnis
  - Philoscia muscorum – podliść zwinny
- rodzina: Platyarthridae
  - Platyarthrus hoffmannseggii
  - Trichorhina tomentosa – gatunek zawlekany do szklarni
- rodzina: Armadillidiidae
  - Armadillidium album
  - Armadillidium nasatum – kulanka nosata
  - Armadillidium opacum – kulanka szara
  - Armadillidium pictum – kulanka malowana
  - Armadillidium pulchellum – kulanka nadobna
  - Armadillidium vulgare
  - Eluma caelata
- rodzina: Armadillidae
  - Reductoniscus costulatus – gatunek zawlekany do szklarni
- rodzina: Cylisticidae
  - Cylisticus convexus – skuliczek gładki
- rodzina: prosionkowate (Porcellionidae)
  - Porcellio dilatatus – prosionek szeroki
  - Porcellio laevis
  - Porcellio monticola
  - Porcellio scaber – prosionek szorstki
  - Porcellio spinicornis – prosionek pstry
  - Porcellionides pruinosus – prosionek opylony
- rodzina: Trachelipodidae
  - Nagurus cristatus – gatunek zawlekany do szklarni
  - Porcellium conspersum – prosionek upstrzony
  - Trachelipus rathkii – prosionek pospolity
- rodzina: Halophilosciidae
  - Halophiloscia couchii[1]

## Rząd:kleszczugi(Tanaidacea)
W Belgii stwierdzono 3 gatunki:
- rodzina: Paratanaoidea incertae sedis
  - Pseudoparatanais batei
- rodzina: Tanaidae
  - Tanais dulongii
- rodzina: Tanaissuidae
  - Tanaissus lilljeborgi

## Rząd:pośródki(Cumacea)
W Belgii stwierdzono 13 gatunków:
- rodzina: Bodotriidae
  - Bodotria arenosa
  - Bodotria pulchella
  - Bodotria scorpioides
  - Cumopsis goodsir
  - Iphinoe trispinosa
- rodzina: Diastylidae
  - Diastylis bradyi
  - Diastylis laevis
  - Diastylis lucifera
  - Diastylis rathkei
  - Diastylis rugosa
- rodzina: Pseudocumatidae
  - Monopseudocuma gilsoni
  - Pseudocuma longicorne
  - Pseudocuma simile

## Rząd:szczętki(Euphausiacea)
W Belgii stwierdzono tylko jeden gatunek, należący do rodziny Euphausiidae:
- Nyctiphanes couchii

## Rząd:dziesięcionogi(Decapoda)
W Belgii stwierdzono około 70 gatunków:
- rodzina: Alpheidae
  - Alpheus glaber
- rodzina: Atelecyclidae
  - Atelecyclus rotundatus
- rodzina: Callianassidae
  - Pestarella tyrrhena
- rodzina: Cancridae
  - Cancer pagurus
- rodzina: Corystidae
  - Corystes cassivelaunus
- rodzina: Crangonidae
  - Crangon allmanni
  - Crangon crangon – garnela pospolita
  - Philocheras sculptus
  - Philocheras trispinosus
- rodzina: Diogenidae
  - Diogenes pugilator
- rodzina: Dromiidae
  - Dromia personata
- rodzina: Epialtidae
  - Pisa armata
- rodzina: Galatheidae
  - Galathea intermedia
  - Galathea squamifera
- rodzina: Grapsidae
  - Planes minutus
- rodzina: Hippolytidae
  - Eualus occultus
  - Eualus pusiolus
  - Hippolyte varians
  - Thoralus cranchii
- rodzina: Inachidae
  - Inachus dorsettensis
  - Inachus phalangium
  - Macropodia linaresi
  - Macropodia rostrata
  - Macropodia tenuirostris
- rodzina: Leucosiidae
  - Ebalia cranchii
  - Ebalia tuberosa
  - Ebalia tumefacta
- rodzina: Majidae
  - Eurynome aspera
  - Maja brachydactyla
- rodzina: Nephropidae
  - Homarus gammarus
- rodzina: Oregoniidae
  - Hyas araneus
  - Hyas coarctatus
- rodzina: pustelnikowate (Paguridae)
  - Anapagurus hyndmanni
  - Anapagurus laevis
  - Pagurus bernhardus – pustelnik bernardyn
  - Pagurus cuanensis
  - Pagurus prideaux
  - Pagurus pubescens
- rodzina: Palaemonidae
  - Palaemon adspersus – krewetka bałtycka
  - Palaemon elegans
  - Palaemon longirostris
  - Palaemon macrodactylus
  - Palaemon serratus
  - Palaemonetes varians – krewetka zmienna
- rodzina: Pandalidae
  - Pandalina brevirostris
- rodzina: Panopeidae
  - Rhithropanopeus harrisii
- rodzina: Pilumnidae
  - Pilumnus hirtellus
- rodzina: Pinnotheridae
  - Pinnotheres pisum
- rodzina: Porcellanidae
  - Pisidia longicornis
  - Porcellana platycheles
- rodzina: portunikowate (Portunidae)
  - Callinectes sapidus
  - Carcinus maenas – raczyniec jadalny
  - Liocarcinus depurator
  - Liocarcinus holsatus
  - Liocarcinus marmoreus
  - Liocarcinus navigator
  - Liocarcinus pusillus
  - Liocarcinus vernalis
  - Necora puber
  - Portumnus latipes
- rodzina: Processidae
  - Processa canaliculata
  - Processa edulis
  - Processa modica
  - Processa nouveli holthuisi
- rodzina: Thiidae
  - Thia scutellata
- rodzina: Upogebiidae
  - Upogebia deltaura
  - Upogebia stellata
- rodzina: Varunidae
  - Eriocheir sinensis – krab wełnistoręki
  - Hemigrapsus sanguineus
  - Hemigrapsus takanoi